# Deux Fillettes, fond jaune et rouge
Deux fillettes, fond jaune et rouge est une peinture à l'huile sur toile de 61 × 49,8 cm, réalisée par Henri Matisse en 1947, qui fait partie de la collection de la Fondation Barnes, à Merion (en), en Pennsylvanie.
Albert Barnes est devenu l'un des plus importants mécènes de Matisse. En plus d'une peinture murale commandée en 1932, Danse II, Barnes a acquis en 1932 de nombreuses peintures et dessins de Matisse. Pierre Matisse, qui était le fils de Henri Matisse et qui vivait à New York, a contribué à faciliter l'achat par Barnes d'œuvres de son père. Au début et au milieu des années 1940, Matisse était en mauvaise santé. En 1950, il a fini par arrêter de peindre au profit de ses papiers découpés. Ce tableau de la collection Barnes est un exemple de l'un des derniers groupes de peintures à l'huile de la carrière de Matisse.